# Elecciones a la Asamblea de Madrid de 1987
Las elecciones a la Asamblea de Madrid de 1987 se celebraron el miércoles 10 de junio, de acuerdo con el decreto de convocatoria dispuesto el 13 de abril de 1987, y publicado en el Boletín Oficial de la Comunidad de Madrid el 14 de abril. Se eligieron los 96 diputados de la ii legislatura de la Asamblea de Madrid mediante un sistema proporcional (método d'Hondt) con listas cerradas y un umbral electoral del 5 %.
El PSOE volvió a ganar las elecciones, aunque en esta ocasión sin mayoría absoluta, y tuvo que firmar un pacto de Gobierno con el CDS para que Joaquín Leguina repitiese como presidente de Madrid.

## Resultados
La candidatura del Partido Socialista Obrero Español (PSOE) encabezada por Joaquín Leguina obtuvo una mayoría simple de diputados con 40 escaños. La segunda candidatura en votos, la de la Federación de Partidos de Alianza Popular (FAP), liderada por Alberto Ruiz-Gallardón obtuvo 32 escaños. Las otras dos candidaturas con representación, correspondientes a Centro Democrático y Social (CDS) y a Izquierda Unida y lideradas por Fernando Castedo e Isabel Villalonga obtuvieron 17 y 7 escaños, respectivamente. Los resultados completos se detallan a continuación:
| Candidatura                                                     | Candidatura                                                     | Votos     | %                               | Escaños                         |
| --------------------------------------------------------------- | --------------------------------------------------------------- | --------- | ------------------------------- | ------------------------------- |
|                                                                 | Partido Socialista Obrero Español (PSOE)                        | 932 878   | 39,13                           | 40                              |
|                                                                 | Federación de Partidos de Alianza Popular (FAP)                 | 762 102   | 31,96                           | 32                              |
|                                                                 | Centro Democrático y Social (CDS)                               | 403 440   | 16,92                           | 17                              |
|                                                                 | Izquierda Unida (IU)                                            | 181 512   | 7,61                            | 7                               |
| Partido de los Trabajadores de España-Unidad Comunista (PTE-UC) | Partido de los Trabajadores de España-Unidad Comunista (PTE-UC) | 41 323    | 1,73                            | 0                               |
| Los Verdes (LV)                                                 | Los Verdes (LV)                                                 | 26 187    | 1,10                            | 0                               |
| Confederación de Los Verdes (CV)                                | Confederación de Los Verdes (CV)                                | 12 755    | 0,53                            | 0                               |
| Partido Demócrata Popular (PDP)                                 | Partido Demócrata Popular (PDP)                                 | 9101      | 0,38                            | 0                               |
| Coalición Plataforma Humanista (PH)                             | Coalición Plataforma Humanista (PH)                             | 4963      | 0,21                            | 0                               |
| Partido Obrero Socialista Internacionalista (POSI)              | Partido Obrero Socialista Internacionalista (POSI)              | 3574      | 0,15                            | 0                               |
| Agrupación Independiente Autonómica de Madrid (AIAM)            | Agrupación Independiente Autonómica de Madrid (AIAM)            | 3432      | 0,14                            | 0                               |
| Unificación Comunista de España (UCE)                           | Unificación Comunista de España (UCE)                           | 3009      | 0,13                            | 0                               |
| Votos en blanco                                                 | Votos en blanco                                                 | 42 196    | 0,13                            | n/a                             |
| Votos válidos                                                   | Votos válidos                                                   | 2 426 472 | 100,00                          | 96                              |
| Votos nulos                                                     | Votos nulos                                                     | 29 995    | Participación: \| \| 69,87 % \| | Participación: \| \| 69,87 % \| |
| Votantes                                                        | Votantes                                                        | 2 456 467 | Participación: \| \| 69,87 % \| | Participación: \| \| 69,87 % \| |
| Electores                                                       | Electores                                                       | 3 515 847 | Participación: \| \| 69,87 % \| | Participación: \| \| 69,87 % \| |
|                                                                 | 69,87 %                                                         |           |                                 |                                 |

## Diputados electos
Relación de diputados proclamados electos:
| N.º | Nombre                                   | Lista | Lista |
| --- | ---------------------------------------- | ----- | ----- |
| 1   | Joaquín Leguina Herrán                   |       | PSOE  |
| 2   | Alberto Ruiz-Gallardón Jiménez           |       | FAP   |
| 3   | Ramón Espinar Gallego                    |       | PSOE  |
| 4   | Fernando Castedo Álvarez                 |       | CDS   |
| 5   | Luis Eduardo Cortés Muñoz                |       | FAP   |
| 6   | César Cimadevilla Costa                  |       | PSOE  |
| 7   | Pedro Núñez Morgades                     |       | FAP   |
| 8   | Luis Alejandro Cendrero Costa            |       | PSOE  |
| 9   | Rosa María Posada Chaparro               |       | CDS   |
| 10  | Alfredo Navarro Velasco                  |       | FAP   |
| 11  | María Gómez Mendoza                      |       | PSOE  |
| 12  | Isabel María Teresa Vilallonga Elviro    |       | IU    |
| 13  | Eduardo Mangada Samaín                   |       | PSOE  |
| 14  | Gabriel Usera González                   |       | FAP   |
| 15  | Gerardo Harguindey Banet                 |       | CDS   |
| 16  | Manuel de la Rocha Rubí                  |       | PSOE  |
| 17  | José López López                         |       | FAP   |
| 18  | Virgilio Cano de Lope                    |       | PSOE  |
| 19  | Bonifacio Santiago Prieto                |       | FAP   |
| 20  | María Elena Flores Valencia              |       | PSOE  |
| 21  | Laura Morsó Pérez                        |       | CDS   |
| 22  | Ángel Larroca de Dolarea                 |       | FAP   |
| 23  | Agapito Ramos Cuenca                     |       | PSOE  |
| 24  | Pedro Díez Olazábal                      |       | IU    |
| 25  | Francisca Sauquillo Pérez del Arco       |       | PSOE  |
| 26  | Cándida O'Shea Suárez-Inclán             |       | FAP   |
| 27  | Ildefonso Barajas Ayllón                 |       | CDS   |
| 28  | Marcos Sanz Agüero                       |       | PSOE  |
| 29  | Roberto Sanz Pinacho                     |       | FAP   |
| 30  | Luis Maestre Muñiz                       |       | PSOE  |
| 31  | Antonio Germán Beteta Barreda            |       | FAP   |
| 32  | Carlos A. Alonso de Velasco              |       | CDS   |
| 33  | Francisco Cabaco López                   |       | PSOE  |
| 34  | Francisco Javier Rodríguez Rodríguez     |       | FAP   |
| 35  | José Luis García Alonso                  |       | PSOE  |
| 36  | Manuel Juan Corvo González               |       | IU    |
| 37  | Ismael Bardisa Jordá                     |       | FAP   |
| 38  | Francisco Javier Ledesma Bartret         |       | PSOE  |
| 39  | Fernando M. Lozano Bonilla               |       | CDS   |
| 40  | Jaime Lissavetzky Díez                   |       | PSOE  |
| 41  | José Martín Crespo Díaz                  |       | FAP   |
| 42  | José Luis Fernández Rioja                |       | PSOE  |
| 43  | Eduardo Duque Fernández de Pinedo        |       | FAP   |
| 44  | Manuel Justel Calabozo                   |       | CDS   |
| 45  | Carmen Ferrero Torres                    |       | PSOE  |
| 46  | María del Carmen Álvarez-Arenas Cisneros |       | FAP   |
| 47  | Adolfo Martínez Sánchez                  |       | PSOE  |
| 48  | José Antonio Moral Santín                |       | IU    |
| 49  | José Luis Ortiz Estévez                  |       | FAP   |
| 50  | Javier de Luxán Meléndez                 |       | CDS   |
| 51  | Elvira Domingo Ortiz                     |       | PSOE  |
| 52  | Alfonso Sacristán Alonso                 |       | PSOE  |
| 53  | María Rosa Vindel López                  |       | FAP   |
| 54  | Elena Vázquez Menéndez                   |       | PSOE  |
| 55  | Joaquín Ximénez de Embún y Ramonell      |       | CDS   |
| 56  | Nicolás Piñeiro Cuesta                   |       | FAP   |
| 57  | Saturnino Ureña Fernández                |       | PSOE  |
| 58  | Luis Manuel Partida Brunete              |       | FAP   |
| 59  | Eulalia García Sánchez                   |       | PSOE  |
| 60  | José Vicente Cebrián Echarri             |       | CDS   |
| 61  | Juan José Azcona Olondriz                |       | IU    |
| 62  | José María Federico Corral               |       | FAP   |
| 63  | Ángel Luis del Castillo Gordo            |       | PSOE  |
| 64  | Jesús Pedroche Nieto                     |       | FAP   |
| 65  | Juan Antonio Ruiz Castillo               |       | PSOE  |
| 66  | Abel Gonzalo Cádiz Ruiz                  |       | CDS   |
| 67  | José Emilio Sánchez Cuenca               |       | PSOE  |
| 68  | Juan Van-Halen Acedo                     |       | FAP   |
| 69  | Sócrates Gómez Pérez                     |       | PSOE  |
| 70  | María del Pilar Bidagor Altuna           |       | FAP   |
| 71  | Carlos Pérez Díaz                        |       | PSOE  |
| 72  | Luis Rufilanchas Serrano                 |       | CDS   |
| 73  | Gustavo Severien Tigeras                 |       | FAP   |
| 74  | Luis Alonso Novo                         |       | IU    |
| 75  | Alejandro Lucas Fernández Martín         |       | PSOE  |
| 76  | Julio Pacheco Benito                     |       | FAP   |
| 77  | Rafael García Fernández                  |       | PSOE  |
| 78  | Francisco Javier García Núñez            |       | CDS   |
| 79  | Benjamín Castro Yuste                    |       | PSOE  |
| 80  | Jesús Adriano Valverde Bocanegra         |       | FAP   |
| 81  | José Ramón García Menéndez               |       | PSOE  |
| 82  | Ana Isabel Mariño Ortega                 |       | FAP   |
| 83  | Juan Francisco Sánchez-Herrera Herencia  |       | CDS   |
| 84  | Jesús Pérez González                     |       | PSOE  |
| 85  | Juan Antonio Cánovas del Castillo Fraile |       | FAP   |
| 86  | Salvador Torrecilla Montal               |       | IU    |
| 87  | Miguel Peydró Caro                       |       | PSOE  |
| 88  | Juan Soler-Espiauba Gallo                |       | FAP   |
| 89  | Manuel Dapena Baqueiro                   |       | CDS   |
| 90  | Timoteo Mayoral Marqués                  |       | PSOE  |
| 91  | José Luis Álvarez de Francisco           |       | FAP   |
| 92  | Juan Sánchez Fernández                   |       | PSOE  |
| 93  | Manuel Jesús Casero Nuño                 |       | PSOE  |
| 94  | María Teresa de Lara Carbó               |       | FAP   |
| 95  | Juan José Arnela Terroso                 |       | CDS   |
| 96  | Matías Castejón Núñez                    |       | PSOE  |

## Investidura del presidente de la Comunidad de Madrid
El 20 de julio de 1987 Joaquín Leguina (PSOE) fue investido presidente de la Comunidad de Madrid.
| Candidato | Fecha                                                   | Voto       |    |    |    |   | Total |
| --- | ------------------------------------------------------- | ---------- | -- | -- | -- | - | ----- |
| Joaquín Leguina (PSM-PSOE) | 17 de julio de 1987 Mayoría requerida: Absoluta (49/96) | Sí         | 40 |    |    |   | 40/96 |
| Joaquín Leguina (PSM-PSOE) | 17 de julio de 1987 Mayoría requerida: Absoluta (49/96) | No         |    | 32 |    |   | 32/96 |
| Joaquín Leguina (PSM-PSOE) | 17 de julio de 1987 Mayoría requerida: Absoluta (49/96) | Abstención |    |    | 16 | 7 | 23/96 |
| Joaquín Leguina (PSM-PSOE) | 19 de julio de 1987 Mayoría requerida: Simple           | Sí         | 39 |    |    |   | 39/96 |
| Joaquín Leguina (PSM-PSOE) | 19 de julio de 1987 Mayoría requerida: Simple           | No         |    | 28 |    |   | 28/96 |
| Joaquín Leguina (PSM-PSOE) | 19 de julio de 1987 Mayoría requerida: Simple           | Abstención |    |    | 16 | 5 | 21/96 |
| Faltó a la primera votación un diputado del CDS. Faltaron a la segunda votación 8 diputados: 1 del PSOE, 4 de AP, 1 del CDS y 2 de Izquierda Unida. |                                                         |            |    |    |    |   |       |